# Mines de cuivre de Banca
 (mai 2021).
L'exploitation des mines de cuivre de Banca remonte au moins à l'Antiquité. Longtemps interrompue, l'activité connut son apogée au XVIIIe siècle. L'arrêt définitif survint au début du XXe siècle. Cet ancien site industriel, où se succédèrent des activités métallurgiques différentes, est souvent désigné par le nom de « forges de Banca » ou improprement par celui de « fonderie de Banca ». Au XVIIIe siècle, le site était aussi connu sous le nom de « mines de Baïgorry » ou « fonderie de cuivre de Baïgorry ».

## Localisation
Les mines de cuivre de Banca sont situées dans la vallée de Baïgorry, dans la province historique basque de Basse-Navarre. Elles doivent leur renommée à une période d'activité faste qui se déroula au XVIIIe siècle, époque au cours de laquelle elles étaient connues sous le nom de « mines de Baïgorry ». Cette appellation un peu trompeuse résulte de leur situation par rapport aux anciennes limites de la commune de Saint-Étienne-de-Baïgorry et du Pays Quint, ce dernier appartenant en indivision aux vallées de Baztan, d'Erro et de Baïgorry. Le village de Banca n'était sous l'Ancien Régime qu'un quartier de Saint-Étienne-de-Baïgorry, appelé « La Fonderie » et apparu à la faveur du site industriel développé autour des mines. Ce hameau fut érigé en commune en 1793 et ne reçut le nom définitif de « Banca » qu'en 1874, entérinant ainsi une désignation non officielle mais utilisée alors depuis près d'un siècle.

## Les minéralisations
Les filons sont encaissés dans les terrains primaires de l'Ordovicien, alternant schistes et quartzites. Ils sont constitués de chalcopyrite, minerai sulfuré de cuivre, et de cuivres gris ou tétraédrite, autre sulfure complexe tenant argent. La gangue est composée de quartz, auquel s'associe parfois une sidérite, non exploitable.

## Les premières exploitations
Les recherches archéologiques menées depuis 1997 ont montré qu'une mise en production des filons cuprifères de Banca eut lieu durant l'Antiquité, confirmant ainsi certains écrits du XVIIIe siècle relatant la découverte de monnaies romaines de la fin du Ier siècle av. J.-C. et des IIIe et IVe siècles apr. J.-C. Ces recherches ont en outre démontré la technicité des mineurs antiques et leur intelligence dans la poursuite et l'exploitation des zones minéralisées. 
La situation du réseau minier antique de Banca, au sein d'une région particulièrement riche en travaux importants de la même époque, tels ceux d'Arditurri (à Oiartzun, au Guipuscoa) et de Larla (Saint-Martin-d'Arrossa et Saint-Étienne-de-Baïgorry) exploités respectivement pour plomb-argent et fer, témoigne de l'intense prospection réalisée au cours de la présence romaine dans les Pyrénées occidentales.
Cette recherche des métaux succédait à celle, semble-t-il plus modeste, de la fin du Second âge du Fer, comme le démontrent les recherches les plus récentes menées en vallée de Baïgorry. Enfin, l'hypothèse d'une activité minière et métallurgique locale au cours de l'âge du bronze, étayée par la mise en évidence d'une pollution isotopique piégée dans une tourbière, n'a pas été à ce jour localisée dans la vallée par des indices plus tangibles (2008).

## La renaissance des mines de Banca auXVIIIesiècle
Contrairement à une hypothèse trop souvent admise par certains auteurs, basée sur l'interprétation erronée d'un mémoire rédigé en 1750 et qui situerait une relance de l'exploitation des mines de cuivre de Banca au XVIe siècle, il faut en réalité attendre les années 1730 pour que reprenne l'extraction des minerais cuivreux et cupro-argentifères en vallée de Baïgorry. 
C'est à un entrepreneur suisse, Laurent Beugnière de la Tour (1689-1760), que l'on doit cette rénovation. À partir de 1730, avec l'aide de spécialistes venus du monde germanique, il entreprenait une prospection dans une zone ayant Saint-Étienne-de-Baïgorry pour centre, et qui s'étendait en Basse-Navarre, Labourd, nord de la Navarre et jusqu'en Soule. L'activité se recentrait à partir de 1740 sur les riches filons d'Astoescoria, lieu-dit proche du village actuel de Banca.
En 1747, s'achevait la construction d'une grande fonderie de cuivre, véritable établissement industriel établi au bord de la Nive, à l'embouchure de la galerie principale. La création de ce nouvel établissement, qui succédait à une première fonderie construite près du château d'Etxauz au bourg de Saint-Étienne-de-Baïgorry, était justifiée par une production croissante des filons d'Astoescoria. En 1756, apogée de l'établissement, on produisit 130 tonnes de métal marchand, quantité non négligeable dans une France contrainte d'importer l'essentiel de ses besoins en cuivre. Si les ouvriers qualifiés venaient des pays germaniques, notamment de Saxe et d'Alsace, ils n'auraient représenté guère plus du dixième de l'effectif, les Basques formant l'essentiel de la main-d'œuvre subalterne, certains ayant cependant accédé aux emplois très qualifiés de fondeurs. L'embauche d'un nombre d'ouvriers qui culmina à près de 400, eut sans doute des effets locaux non négligeables, mais qui demeurent cependant à étudier. Une partie de cette main-d'œuvre, tant germanique que basque, fit des va-et-vient au gré des variations économiques vers d'autres fonderies de cuivre, notamment celle d'Amezketa au massif d'Aralar (Guipuscoa), ou encore jusqu'en Galice.
Face à un déclin amorcé dans les années 1760, ainsi qu'aux difficultés croissantes dues à l'approfondissement des travaux jusqu'à 110 mètres sous la rivière, Meuron de Châteauneuf, petit-fils de Beugnière de la Tour, vendit en 1776 la plus grande part de l'établissement à une compagnie parisienne. Celle-ci injecta des fonds importants dans l'entreprise, mais sans succès, et l'établissement finit par entrer en décadence. En 1793, la fonderie était détruite lors des guerres de la Convention. 
La masse de cuivre affiné produite par la fonderie au cours du XVIIIe siècle a été estimée à près de 1 400 tonnes. L'argent fut parfois obtenu sur place, mais le minerai cupro-argentifère ne subissait ordinairement qu'un traitement partiel avant d'être expédié à la fonderie de Sain-Bel dans le Lyonnais, et par la suite à celle de Poullaouen, dans le Finistère, pour y subir la séparation des deux métaux.

## Une éclipse due à l'activité sidérurgique
Des tentatives de relance de l'exploitation du cuivre, dirigées par le dernier actionnaire de la société parisienne des « Mines de Baïgorry », restèrent infructueuses. Un capitaliste parisien, Jean-Baptiste Ricqbour, sans doute attiré par le faible coût local du combustible, le charbon de bois, construisit à partir de 1825 une usine à haut-fourneau sur les ruines de la fonderie. On alimentait cette grande forge pour l'essentiel avec une sidérite extraite du puissant filon d'Oustéléguy, sur les flancs du Larla, massif situé à l'extrémité septentrionale de la vallée. Si l'histoire de l'usine de Banca n'est pas le sujet de cet article, son évocation est indispensable, puisque le haut fourneau, quasiment intact, constitue l'édifice emblématique du site. Une erreur fréquente consiste d'ailleurs à attribuer ces vestiges à la métallurgie du cuivre, ou encore à imaginer que les mines de Banca fournissaient leur minerai au haut-fourneau, ce qui est absolument inexact. Si l'usine à fer profita des aménagements hydrauliques de l'ancienne fonderie et de la proximité des massifs forestiers du sud de la vallée, le minerai qu'on y traitait n'était pas extrait sur place.

## La dernière exploitation des mines de Banca
En 1865, la banque stéphanoise Girard, Nicolas et Compagnie entreprit de nouveaux travaux miniers vers le filon nommé Berg-Op-Zoom. L'effectif était réduit à une trentaine de personnes, dont 18 « Espagnols » (sans doute des Navarrais). Les ateliers souterrains étaient bien moins nombreux qu'au siècle précédent et l'on ne pratiquait plus que la minéralurgie, c'est-à-dire le tri et l'enrichissement mécanique du minerai. Celui-ci était ensuite envoyé à Swansea, au Pays de Galles, où il subissait les traitements métallurgiques pour obtenir le cuivre et l'argent. Cette campagne cessa en 1893.
En 1908 et 1909, une « Compagnie des mines d'Ossès et Banca » réalisa quelques travaux dans le filon de Berg-Op-Zoom et tenta sans succès un dénoyage du puits des Trois Rois, foncé au XVIIIe siècle.
Le site minier n'a depuis lors fait l'objet que d'évaluations infructueuses, sans suite.